# Dražůvky
Dražůvky (in tedesco Draschuwek) è un comune della Repubblica Ceca facente parte del distretto di Hodonín, in Moravia Meridionale.